# Kuodui
Kuodui (kinesiska: 廓堆, 廓堆乡) är en socken i Kina. Den ligger i den autonoma regionen Tibet, i den sydvästra delen av landet, omkring 140 kilometer sydost om regionhuvudstaden Lhasa.
Genomsnittlig årsnederbörd är 964 millimeter. Den regnigaste månaden är juli, med i genomsnitt 194 mm nederbörd, och den torraste är december, med 4 mm nederbörd.